# Густав де Фріз
Густав де Вріс (також зустрічається написання де Фріз, нід. Gustav de Vries, 22 січня 1866, Амстердам, Нідерланди — 16 грудня 1934, Гарлем, Нідерланди) — нідерландський математик, відомий тим, що перший досліджував рівняння Кортевега — де Фріза.

## Біографія
Народився в Амстердамі. Вчився в Амстердамському університеті разом з Яном ван дер Ваальсом. В 1894 році під керівництвом  Дидеріка Кортевега захистив дисертацію по темі «Bijdrage tot de kennis der lange golven» («Внесок у знання про довгі хвилі»). На наступний рік побачила світ його спільна з керівником класична праця «On the Change of Form of Long Waves advancing in a Rectangular Canal and on a New Type of Long Stationary Wave», присвячена послідовному вивченню так званого рівняння Кортвега — де Фріза. Ця праця стала найбільшим досягненням ученого.
Згодом де Фріз працював викладачем математики у вищій школі в Гарлемі. У 1931 році пішов у відставку. Помер 16 грудня 1934 року.